# Ebendorferstraße
Die Ebendorferstraße befindet sich im 1. Wiener Gemeindebezirk Innere Stadt. Sie wurde 1873 nach dem Theologen und Geschichtsschreiber Thomas Ebendorfer benannt.

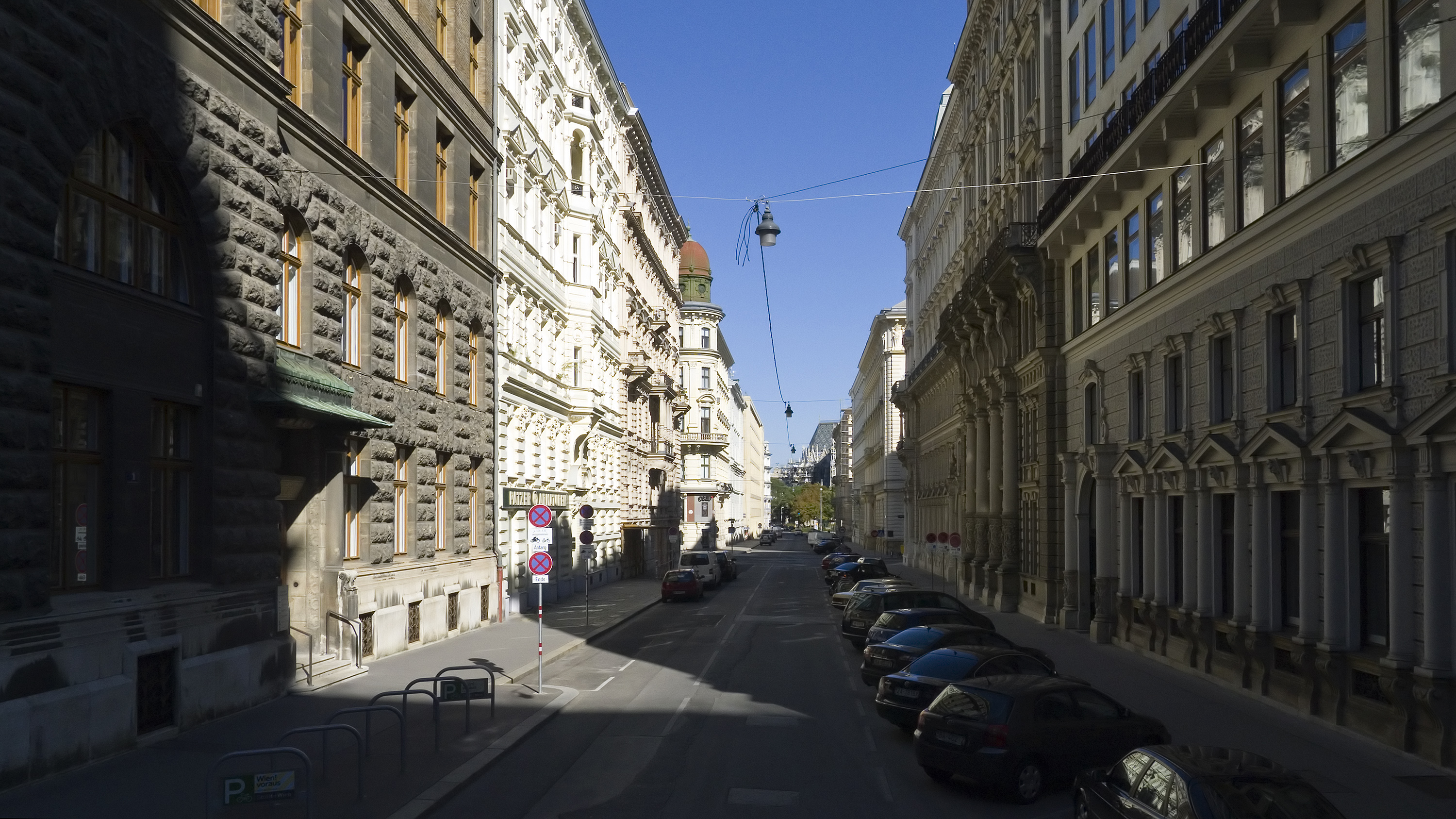
Blick in die Ebendorferstraße

## Lage und Charakteristik
Die Ebendorferstraße befindet sich auf dem Gebiet des ehemaligen Parade- und Exerzierplatzes vor den Mauern Wiens. Im Zuge der planmäßigen Verbauung des Geländes rund um das neue Rathaus wurde die Straße 1874 eröffnet. Bereits 1873 erfolgte der Beschluss über die Namensgebung.
Die Ebendorferstraße verläuft von der Felderstraße im Süden bis zur Universitätsstraße im Norden. Sie wird als Einbahnstraße geführt und besitzt einen Radfahrstreifen gegen die Fahrtrichtung.
Die Verbauung besteht durchgehend aus Gebäuden im Stile des Historismus, die großteils im Jahrzehnt von 1882 bis 1892 entstanden. Lediglich das Neue Institutsgebäude der Universität Wien am Ende der Straße bildet hierbei eine Ausnahme.

## Bemerkenswerte Gebäude

### Nummer 1 Städtisches Amtshaus
Das Amtshaus wurde 1913–1918 von August Kirstein in einem Mischstil aus Historismus und Jugendstil errichtet. Es befindet sich an der Felderstraße 6–8.

### Nummer 2–6

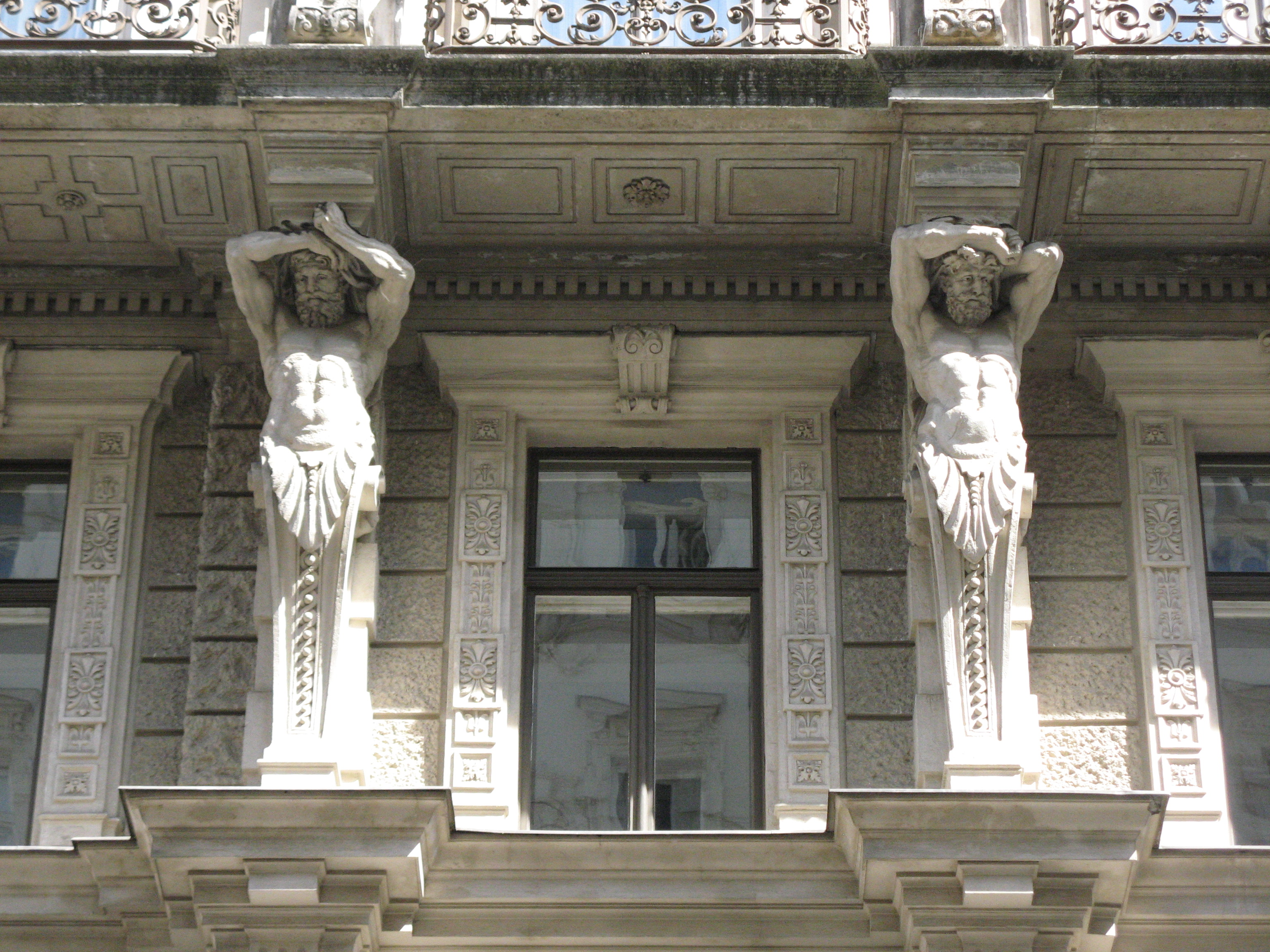
Karyatidhermen am Haus Ebendorferstraße 4

Die Hausnummern 2–6 stellen die Rückseite eines 1880–1883 von Franz von Neumann errichteten Arkadenhauses am Rathausplatz 2–4 dar: Nr. 2 ist die Rückseite des Felderhauses, Nr. 4 ist ein eigenständiges Haus, Nr. 6 ist der Hintereingang von Rathausplatz Nr. 4 In ihnen sind teilweise Dienststellen des Wiener Magistrats untergebracht.

### Nummer 3
Das Gebäude wurde 1892–1893 von Ludwig Schöne errichtet. Es besitzt eine reich dekorierte Fassade im Stil des Späthistorismus, mit einem dreigeschoßigen Mittelerker auf Konsolen. Das darunter liegende Portal besitzt einen gesprengten korbbogigen Giebel, das Tor selbst Schmiedeeisendekor. Im Foyer befinden sich Stuckmarmorfelder mit Putten.

### Nummer 5
Das ehemalige Haus Sternberg wurde 1890–1891 von Carl Stephann im späthistoristischen Stil errichtet. Es liegt an der Grillparzerstraße 5.

### Nummer 7

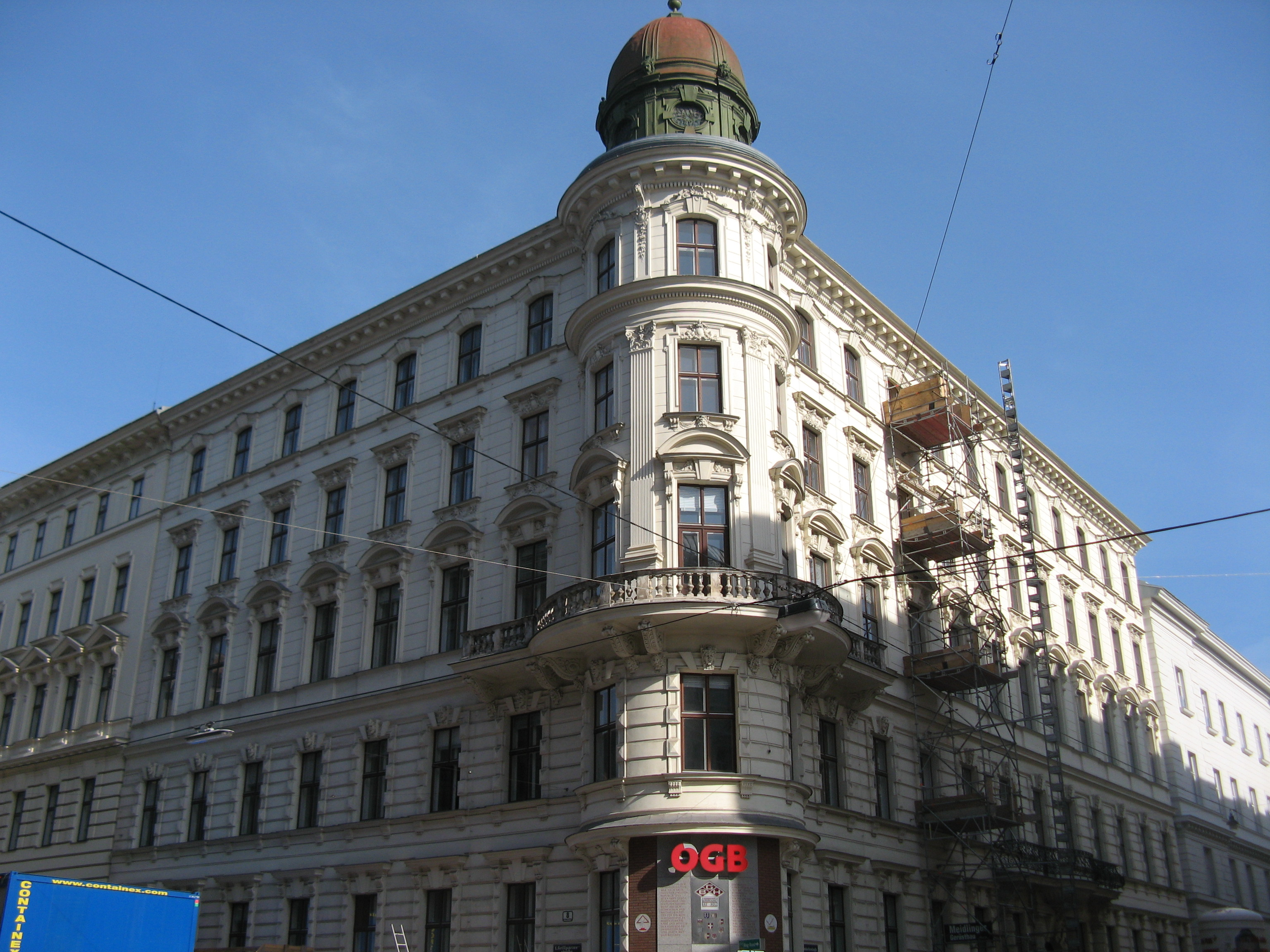
Ehemaliges ÖGB-Gebäude, Ebendorferstraße 7

Das Eckhaus zur Grillparzerstraße erbauten 1882–1883 Heinrich von Ferstel und Karl Köchlin. Das strenghistoristische Gebäude im Stil der Wiener Neorenaissance besitzt einen runden Eckturm mit Konsolbalkon und grüner Tambourkuppel. Das Eingangsportal mit toskanischen Halbsäulen liegt unter einem konvex geschwungenen Balkon mit Schmiedeeisengitter. Das Foyer ist pilastergegliedert und weist reich stuckierte Pendentifkuppeln auf. Im Stiegenhaus befindet sich ein Marmorintarsienrelief der Stadt Wien und eine Porträtbüste des Gewerkschaftspräsidenten Johann Böhm. An der Ecke sieht man eine große Gedenkinschrift des Österreichischen Gewerkschaftsbundes zum 50. Jahrestag der Gründung der Zweiten Republik.
Schon in der Ersten Republik wurde das Gebäude von der Arbeiterkammer und der Gewerkschaftskommission bzw. dem Bund der Freien Gewerkschaften Österreichs genutzt. Ab 1934 war es Sitz des Einheitsgewerkschaftsbundes und ab 1938 der Deutschen Arbeitsfront. In den ersten Jahren nach seiner Gründung 1945 war es Sitz der Zentrale des ÖGB, danach bis 2009 war hier die Gewerkschaft Bau-Holz untergebracht. Ab Jänner 2011 ist es Adresse der Österreichische Austauschdienst-GmbH (OeAD-GmbH) und der OeAD-WohnraumverwaltungsGmbH (OeAD-Housing Office).

### Nummer 8

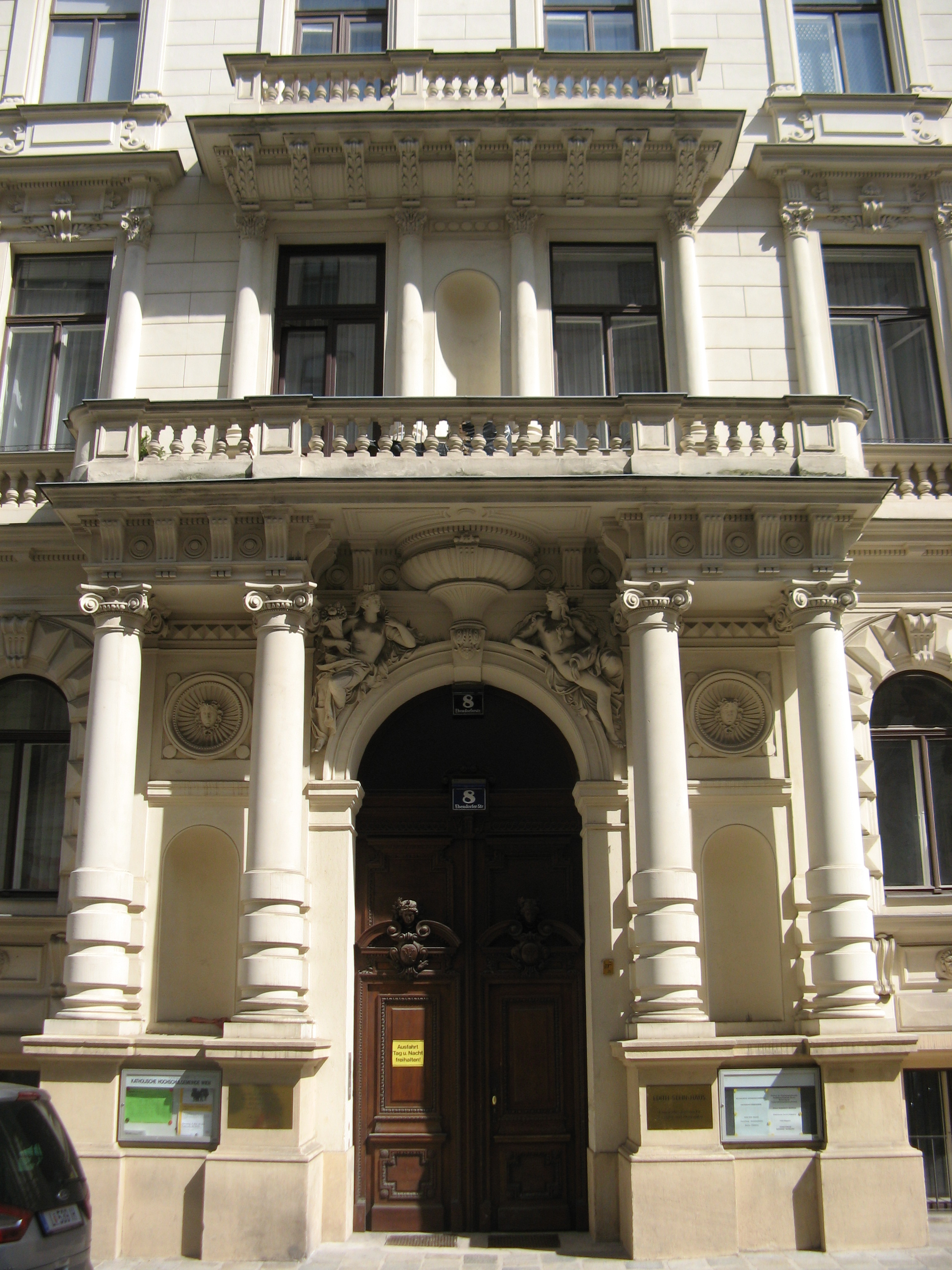
Portal des Gebäudes der Katholischen Hochschulgemeinde

Das Eckhaus zur Grillparzerstraße wurde 1883–1884 von Wilhelm Stiassny errichtet. Es ist im Stil der Wiener Neorenaissance erbaut und aufwändig gegliedert. Der Eckrisalit besitzt einen auf Hermen ruhenden Erker. Auch das Attikageschoß weist Karyatidhermen auf. Unter Balkonen liegt das Eingangsportal mit ionischen Säulen und weiblichen Spandrillenfiguren. Im Inneren sind das stuckmarmorverkleidete Foyer beachtenswert, sowie ein Deckengemälde im Stiegenhaus, das eine allegorische Figur mit Zweig, Kranz und Stern zeigt.
Im Gebäude ist die Katholische Hochschulgemeinde untergebracht. An der Ecke befindet sich eine Gedenktafel für deren Gründer, Karl Strobl. Die im Erdgeschoß gelegene Studentenkapelle wurde 1956–1958 von Ottokar Uhl geschaffen. Sie gilt als bedeutendes Beispiel des vorkonziliaren Sakralbaus in Österreich. Der Raum ist durch Betonpfeiler in 3 Schiffe gegliedert, wobei die Decke des Altarraums und die seitlichen Stirnwände verglast sind. Das Kruzifix stammt aus dem 18. Jahrhundert.

### Nummer 9
Das ehemalige Ackerbauministerium wurde 1882–1883 von Emanuel Trojan von Bylanow errichtet. Es liegt an der Liebiggasse 5.

### Nummer 10

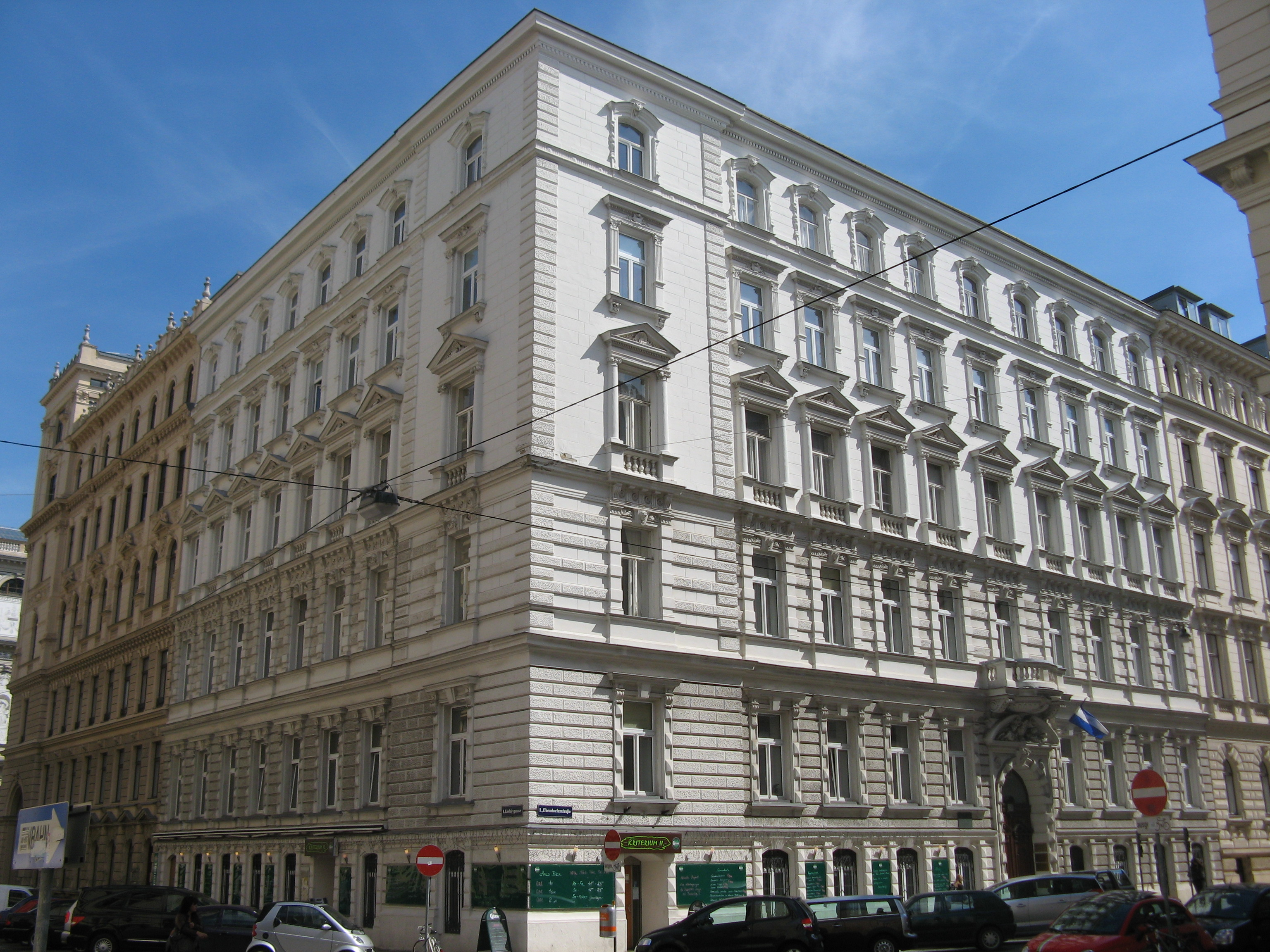
Eckhaus Ebendorferstraße/Liebiggasse (1883–1884) von Wilhelm Stiassny

Das Eckhaus zur Liebiggasse wurde 1883–1884 von Wilhelm Stiassny errichtet. Es ist im Stil der Wiener Neorenaissance erbaut. Das Gebäude besitzt einen Eckrisalit und ein Rundbogenportal mit gesprengtem Segmentbogengiebel und Putten, darüber ein konvexer Beletagebalkon. Die Einfahrt und das Stiegenhaus sind stuckiert und marmorverkleidet. Im Haus befindet sich die Botschaft von Nicaragua.

### Nummer 11 NIG
Das Neue Institutsgebäude der Universität Wien entstand 1960–1962 nach Plänen von Alfred Dreier und Otto Nobis anstelle des im Krieg zerstörten Korpskommandogebäudes von 1871 bis 1874. Es liegt an der Universitätsstraße 7.

### Nummer 12
Das Gebäude wurde 1881–1882 von Andreas Luckeneder erbaut. Es liegt an der Liebiggasse 4.

### Nummer 14
Das ehemalige Haus Reitzes entstand 1878–1879 nach Plänen von Wilhelm Fraenkel. Es liegt an der Universitätsstraße 5.